# Tetsuo Shinohara
Pour les articles homonymes, voir Shinohara.
Tetsuo Shinohara (篠原 哲雄, Shinohara Tetsuo), né le 9 février 1962 à Tokyo, est un réalisateur japonais.

## Biographie
Tetsuo Shinohara fait ses études à l'université Meiji. Son film First Love est couronné troisième meilleur film lors de la 22e édition du festival du film de Yokohama.

## Filmographie partielle
- 1993 : Work on the Grass (草の上の仕事, Kusa no ue no shigoto?)
- 1996 : One More Time, One More Chance (月とキャベツ, Tsuki to kyabetsu?)
- 1997 : Aku no hana (悪の華?)
- 1999 : Running High
- 1999 : Sentakuki wa ore ni makasero (洗濯機は俺にまかせろ?)
- 1999 : Kimi no tame ni dekiru koto (きみのためにできること?)
- 2000 : First Love (はつ恋, Hatsukoi?)
- 2001 : Stake Out (張り込み, Harikomi?)
- 2001 : Jo gakusei no tomo (女学生の友?)
- 2002 : Inochi (命?)
- 2002 : Mokuyō kumikyoku (木曜組曲?)
- 2002 : Jam Films (ジャム フィルムズ?) (segment Kendama (けん玉?))
- 2003 : Eau de vie (オー・ド・ヴィ, ō.do.vi?)
- 2003 : Shōwa kayō dai zenshū (昭和歌謡大全集?)
- 2004 : Karaoke Terror ou Breathe In, Breathe Out (深呼吸の必要, Shin kokyū no hitsuyō?)
- 2004 : Heaven's Bookstore (天国の本屋〜恋火, Tengoku no hon'ya 〜 koibi?)
- 2005 : Female (フィーメイル, Fii meiru?) (segment Momo (桃?))
- 2005 : Yokubō (欲望?)
- 2006 : Metoro ni notte (地下鉄に乗って?)
- 2007 : Clearless (クリアネス, Kurianesu?)
- 2008 : Yamazakura (山桜?)
- 2009 : Manatsu no Orion (真夏のオリオン?)
- 2009 : Tsumujikaze shokudō no yoru (つむじ風食堂の夜?)
- 2010 : Ramune (ラムネ?)
- 2010 : Koi no tadashii hōhō wa hon ni mo sekkeizu ni mo notteinai (恋の正しい方法は本にも設計図にも載っていない?)
- 2011 : Ogawa no hotori (小川の辺?)
- 2015 : Tanemaku tabibito: Kuni umi no sato (種まく旅人 くにうみの郷?)
- 2015 : Terminal (起終点駅, Ki shūten eki?)
- 2017 : Hana ikusa (花戦さ?)
- 2018 : Purinshiparu: Koi suru watakushi wa hiroin desu ka? (プリンシパル〜恋する私はヒロインですか?〜?)
- 2018 : Baachan Road (ばぁちゃんロード, Bāchan rōdo?)
- 2019 : Kagefumi (影踏み?)